# NÖVOG ET1–ET9
Die elektrischen Triebwagen NÖVOG ET1 bis ET9 sind Triebzüge der Niederösterreichischen Verkehrsorganisationsgesellschaft (NÖVOG) in Niederflur-Gelenkbauweise. Sie wurden 2012 bis 2013 von Stadler Rail für die Mariazellerbahn gebaut und tragen den Namen „Die Himmelstreppe“.

## Technische Merkmale
Die Züge sind dreiteilig und die Endwagen sind mit energieabsorbierenden Frontpartien ausgestattet. Die Wagenkästen sind aus Aluminium-Strangpressprofilen gefertigt. Der Mittelwagen verfügt über zwei Laufdrehgestelle, die Endwagen mit je einem Triebgestell sind an diesem eingehängt. Die Drehgestelle sind luftgefedert. Auf dem Mittelwagen sitzen die beiden Stromabnehmer. Die Fahrzeuge haben eine Vielfachsteuerung für drei Einheiten.
Der Triebwagen ist durchgängig begehbar und mit einer Klimaanlage ausgerüstet. Jeder Wagen verfügt über eine zweiteilige Eingangstür. In einem Endwagen befindet sich eine behindertengerechte Toilette, in anderen Endwagen ein Mehrzweckabteil mit zwölf Fahrradabstellplätzen oder elf Klappsitzen. Die Sitzteilung ist 2+2, die Sitze haben klappbare Armlehnen. Die Bestuhlung ist modular ausgeführt, so dass Änderungen möglich sind. Im Sommer ist auch eine Bestuhlung mit 94 Sitzplätzen, 121 Stehplätzen und 27 Fahrradabstellplätzen vorgesehen. Auch Steckdosen sind vorhanden. Die Wagen haben ein Fahrgastinformationssystem und ein Fahrgastraumüberwachungssystem mit zwölf Kameras. Die Farbgebung ist gold mit einem grauen Fensterband.

## Einsatz
Die Triebwagen können auch zusätzliche Wagen befördern. Insbesondere verkehren sie seit Juni 2014 zusammen mit vier ebenfalls bei Stadler gebauten Panoramawagen, die die erste Klasse aufnehmen. Sie sind im gleichen Design wie die Triebwagen gestaltet. Sie haben 36 Sitzplätze bei einer Sitzteilung von 2+1. Ein Durchgang ist aber nicht möglich.
Die Fahrzeuge werden in den Wagenhallen im Bahnhof Laubenbachmühle instand gehalten.